# Melchior Hefele
Melchior Hefele (Kaltenbrunn, 1716 – Szombathely, 1794) è stato un architetto austriaco.

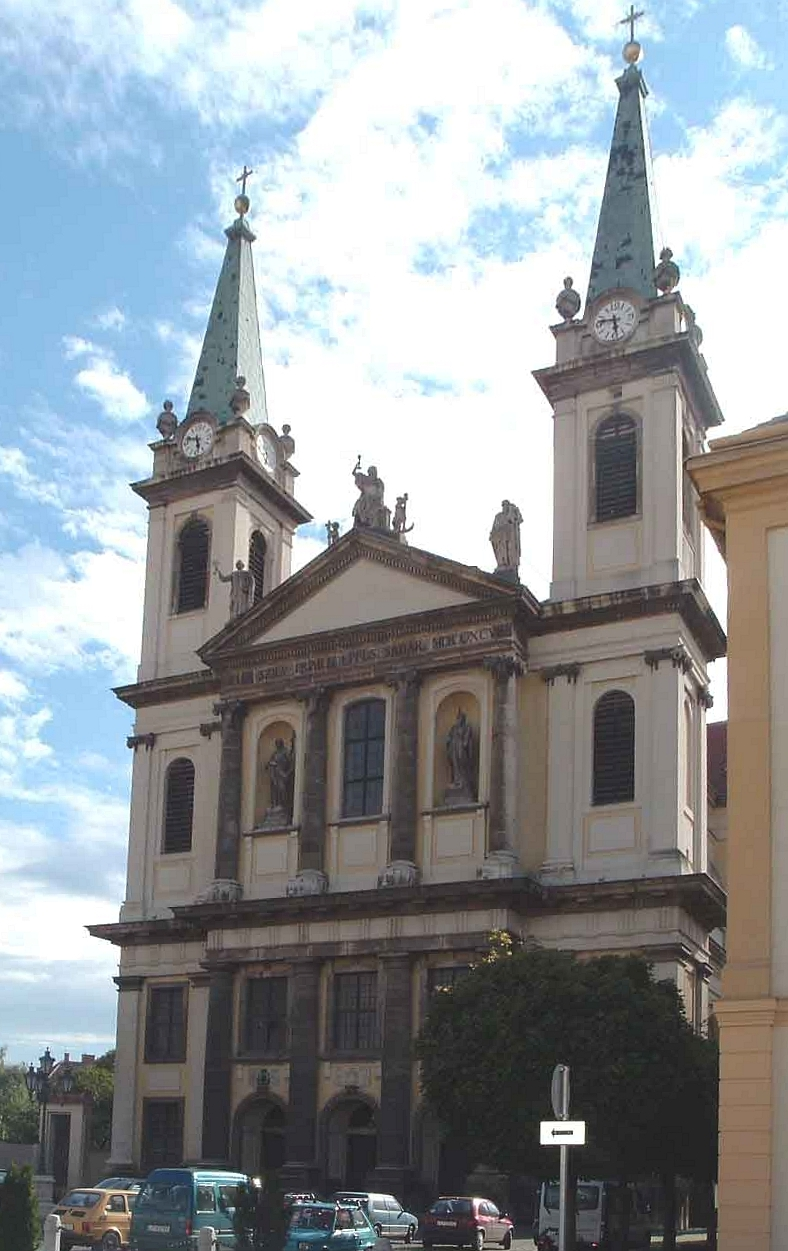
La cattedrale di Szombathely

Melchior Hefele era nato in Tirolo, nella località di Kaltenbrunn, dai contadini Michael e Katharina Auer. Aveva iniziato l'attività artistica lavorando al cantiere, diretto da Balthasar Neumann, del palazzo del vescovo-principe di Würzburg. Dalla località bavarese era giunto quindi a Vienna, dove aveva subito soprattutto l'influsso dell'architettura di Fischer von Erlach, architetto a sua volta fortemente influenzato da Andrea Palladio. Nel 1756 arrivò per Hefele la prima commissione importante, la realizzazione dell'altare maggiore del santuario di Sonntagsberg. Agli inizi degli anni settanta realizzò il palazzo vescovile di Passavia e restaurò la cattedrale di Győr (1770-1772).  
Tra 1777 e l'anno della sua morte lavorò soprattutto per il vescovo di Szombathely, János Szily, realizzando la locale cattedrale. Sembra che abbia lavorato anche per il vescovo di Eger Károly Esterházy.